# Chiara Teocchi
Chiara Teocchi (Bergamo, 8 december 1996) is een Italiaanse wielrenster. Ze is met name actief in het veld, maar ook op de weg en op de mountainbike.

## Palmares

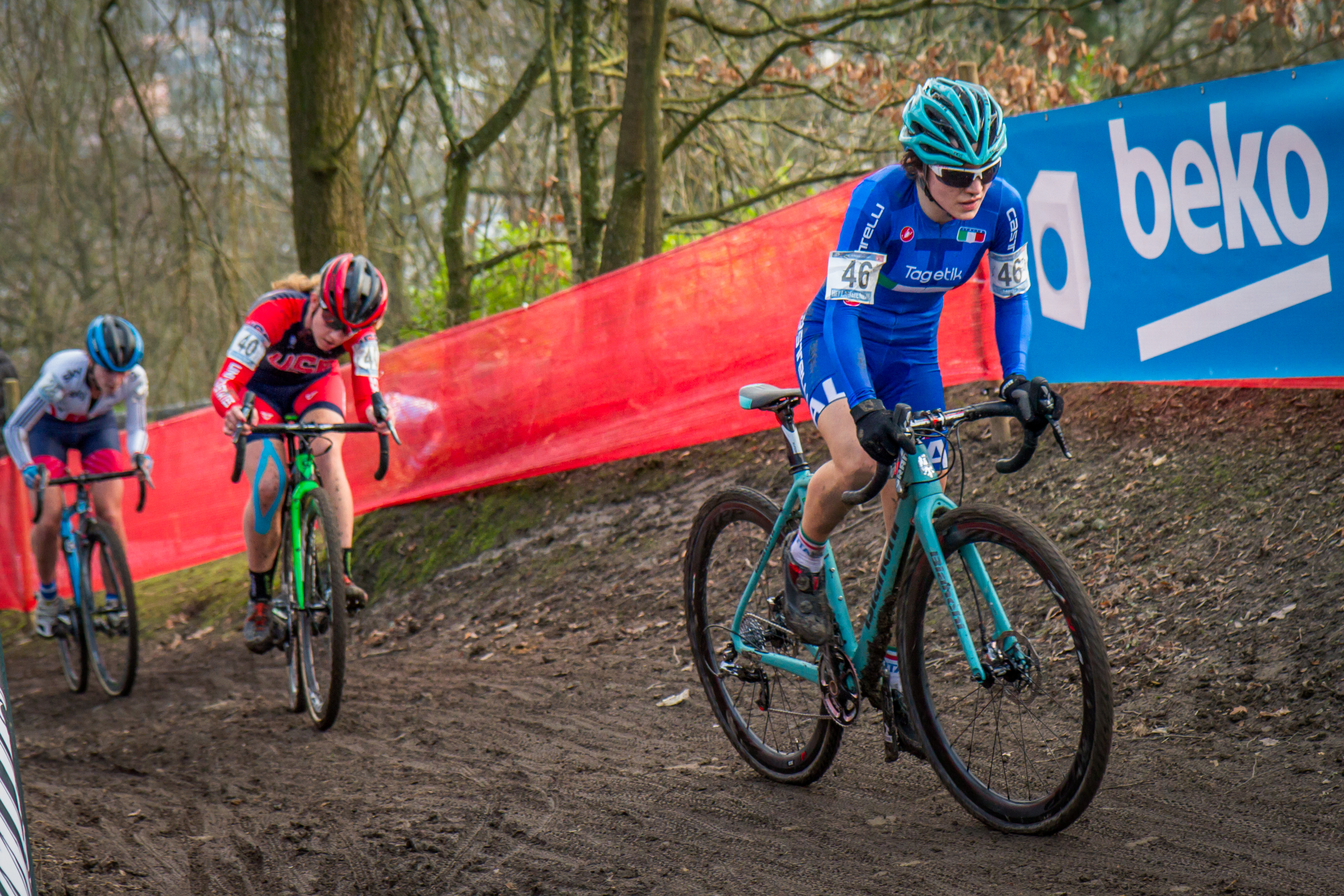
Teocchi in de Citadelcross 2015.

### Veldrijden
| 2014-2015 |  |  |  |  |       |       | Portoferraio, Padua                             | 2  |  |  |
| 2015-2016 |  |  |  |  |       |       | Livorno, Brugherio, Treviso, Montalto di Castro | 4  |  |  |
| 2016-2017 |  |  |  |  | (U23) | (U23) | Brugherio, Gorizia                              | 4  |  |  |
| 2017-2018 |  |  |  |  | (U23) | (U23) |                                                 | 2  |  |  |
| 2018-2019 |  |  |  |  |       | Brons |                                                 |    |  |  |
|           |  |  |  |  |       |       |                                                 |    |  |  |
| Totaal    |  |  |  |  | 2     | 2     | 8                                               | 12 |  |  |

### Mountainbiken
| Seizoen | Wereldbeker | OS | WK | EK    | IK   | Overige | Totaal aantal zeges |
| ------- | ----------- | -- | -- | ----- | ---- | ------- | ------------------- |
| 2014    |             |    |    |       | Goud |         | 1                   |
| 2015    |             |    |    | Brons |      |         |                     |
| 2016    |             |    |    |       | Goud |         | 1                   |
| 2017    |             |    |    | Brons | Goud |         | 1                   |
| 2018    |             |    |    | Goud  |      |         | 1                   |

### Op de weg
2014
- Olympische Jeugdspelen Vrouwenteam (met Sofia Beggin)
- Olympische Jeugdspelen Gemengd team (met Federico Mandelli, Manuel Todaro, Sofia Beggin)